# Hold On (canção de 50 Cent)
"Hold On" é uma canção do rapper estadunidense 50 Cent. Lançado em 18 de Março de 2014, como segundo single de seu quinto álbum de estúdio Animal Ambition.

## Lista de faixas
| Descarga digital |           |         |  |
| N.º              | Título    | Duração |  |
| 1.               | "Hold On" | 3:46    |  |

## Vídeo da musica
O vídeo da musica foi lançado em 18 de Março de 2014, no canal do artista na plataforma VEVO. Sendo produzido por Eif Rivera.

## Desempenho nas paradas
| Paradas (2014)                               | Melhor posição |
| -------------------------------------------- | -------------- |
| Alemanha (Deutsche Black Charts)             | 40             |
| Estados Unidos (Billboard R&B/Hip-Hop Songs) | 47             |
| Reino Unido (UK Singles Chart)               | 199            |
| Reino Unido (OCC UK R&B)                     | 38             |